# Lokosphinx/Saison 2013
Dieser Artikel listet Erfolge und Fahrer des Radsportteams Lokosphinx in der Saison 2013 auf.

## Erfolge in der UCI Europe Tour
| Datum     | Rennen                  | Kat. | Sieger         |
| --------- | ----------------------- | ---- | -------------- |
| 4. August | 3. Etappe Vuelta a León | 2.2  | Sergei Schilow |

## Abgänge – Zugänge
| Zugänge             | Team 2012        | Abgänge                            | Team 2013              |
| ------------------- | ---------------- | ---------------------------------- | ---------------------- |
| Boris Schpilewski   | AG2R La Mondiale | Pawel Karpenkow                    | Lokosphinx Amateur     |
| Arkimedes Arguelyes | RusVelo          | Maxim Kosirew                      | Unbekannt              |
|                     |                  | Alexei Kunschin                    | Unbekannt              |
|                     |                  | Michail Antonow (bis 31. Mai)      | Itera-Katusha          |
|                     |                  | Boris Schpilewski (bis 31. August) | RTS-Santic Racing Team |

## Mannschaft
| Name                | Geburtstag        | Nationalität |              |
| ------------------- | ----------------- | ------------ | ------------ |
| Arkimedes Arguelyes | 9. Juli 1988      | Russland     |              |
| Sergei Belich       | 4. März 1990      | Russland     |              |
| Pawel Ptaschkin     | 23. Juni 1990     | Russland     |              |
| Alexei Rybalkin     | 16. November 1993 | Russland     |              |
| Jewgeni Schalunow   | 8. Januar 1992    | Russland     |              |
| Sergei Schilow      | 6. Februar 1988   | Russland     |              |
| Dmitri Sokolow      | 19. März 1988     | Russland     |              |
| Kirill Sweschnikow  | 10. Februar 1992  | Russland     |              |
| Stagiaires          | Stagiaires        | Nationalität | Nationalität |
| Alexander Wdowin    | Alexander Wdowin  | Russland     |              |
| Sergei Wdowin       | Sergei Wdowin     | Russland     |              |